# Fazle Hasan Abed
Pour l’article homonyme, voir Abed.
Sir Fazle Hasan Abed (en bengali : ফজলে হাসান আবেদ), né le 27 avril 1936 à Sylhet en Inde britannique et mort le 20 décembre 2019 à Dacca (Bangladesh), est un travailleur social indien puis pakistanais et enfin bangladais, et aussi le fondateur du Bangladesh Rural Advancement Committee (BRAC).
Il est lauréat du prix Olof Palme (2001) et du premier prix WISE pour l'éducation (2011). En 2010, il est fait chevalier commandeur de l'ordre de Saint-Michel et Saint-Georges par la reine d'Angleterre. En 2014, il devient le premier homme à recevoir le Trust Women Hero Award pour l'aide apportée aux femmes et la défense de leurs droits,.

## Biographie
Fazle Hasan Abed est né en 1936 à Baniachong en Inde britannique (maintenant dans le district de Habiganj au Bangladesh). 
Il a d’abord étudié à l'université de Dacca puis l'architecture navale à l'université de Glasgow. Comme il y existait peu de travail dans ce domaine, son retour au pays était difficile. Abed joignit donc la Chartered Institute of Management Accountants à Londres, pour compléter sa formation, en 1962.
Abed revint au Pakistan oriental (actuel Bangladesh) pour rejoindre la compagnie pétrolière Shell et y deviendra directeur de la section finance.
C'est à l'époque où il travaillait pour Shell qu'un cyclone dévastateur frappa les régions côtières de l'est, le 13 novembre 1970, tuant 300 000 personnes. Le cyclone affecta profondement Abed, à cause de la dévastation et de la misère dans laquelle furent plongées les victimes. Avec des amis, Abed créa HELP, une organisation qui soutenait l'aide et la réhabilitation des victimes de l'île de Manpura, dont les trois quarts de la population avaient disparu dans le désastre.
Peu après, la lutte du Bangladesh pour se séparer du Pakistan força Abed à quitter le pays. Il trouva refuge en Angleterre, où il créa Action Bangladesh, pour soutenir l'indépendance de son pays auprès des gouvernements européens.

## Distinctions

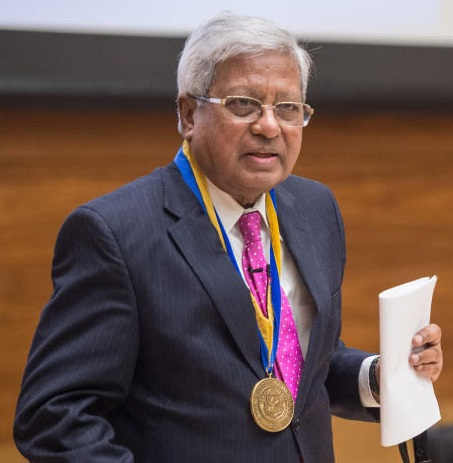
Fazle Hasan Abed recevant la Thomas Francis, Jr. Medal en 2016.